# SARS-gerelateerd coronavirus WIV1
Het SARS-gerelateerd coronavirus WIV1 (SL-CoV-WIV1) is een coronavirus (CoV) dat in 2012 werd geïdentificeerd in Yunnan in China. Het virus werd aangetroffen bij een onderzoek onder vleermuizen van de soort Rhinolophus sinicus (Chinese hoefijzerneus). Het virus behoort tot het geslacht betacoronavirus. WIV1 is een positief enkelstrengig RNA-virus.
De onderzoekers vonden verschillende op het SARS-virus gelijkende stammen, waarvan twee met een genoom dat voor 95% overeenkomt met het virus dat de ziekte SARS opwekte bij mensen. Deze overeenkomst was groter dan bij eerder ontdekte, op het SARS-virus gelijkende stammen, vooral wat betreft de eiwitten die dienen voor het binden aan stoffen die in menselijke cellen voorkomen (receptoren). Deze stammen kregen de aanduidingen RsSHC014 en Rs3367. Na onderzoek met DNA-sequencing wisten de onderzoekers een soort virus te isoleren in losse toestand (als virion), dat ze SL-CoV-WIV1 noemden en dat overeenkwam met het eerder gevonden Rs3367. Dit virus bleek dezelfde menselijke receptor, ACE 2, te kunnen benutten om cellen binnen te gaan als het SARS-virus.
De ontdekking van dit virus bevestigt dat vleermuizen het natuurlijke reservoir vormen van het SARS-virus. Fylogenetische analyses laten de mogelijkheid zien van een directe overdracht van het SARS-virus van vleermuizen naar mensen zonder een tussenliggende vector, zoals de Chinese civets, zoals voorheen wel verondersteld werd.